# Utah-Territorium

Streckenschluss der Ersten Transkontinentalen Eisenbahnlinie 1869

Animierte Entwicklung der Grenzen des Utah-Territoriums

Das Utah-Territorium war ein organisiertes Territorium der Vereinigten Staaten von 1850 bis 1896. Es wurde am 9. September 1850 aus dem nordöstlichen Teil des im Vertrag von Guadalupe Hidalgo 1848 von Mexiko an die USA abgetretenen Gebiets gebildet. Am selben Tag wurde der westlich gelegene Staat Kalifornien in die Union aufgenommen und das südlich gelegene New-Mexico-Territorium gebildet. Vorausgegangen war der Kompromiss von 1850.
Im Jahr 1849 hatten mormonische Siedler im Salt Lake Valley in einer Petition an den Kongress erfolglos die Aufnahme des provisorischen Staates Deseret mit Hauptstadt in Salt Lake City an die Union gefordert. Im Utah-Krieg 1857/58 wurde der Mormonenstaat zerschlagen.
1861 wurde aus dem westlichen Teil des Gebiets das neue Nevada-Territorium gebildet und im Osten Teile an das Colorado-Territorium und das Nebraska-Territorium abgetreten. 1868 gingen weitere Gebiete an den Staat Nevada und das Wyoming-Territorium (siehe Karten).
1869 wurde durch den Streckenschluss zwischen Union Pacific Railroad und Central Pacific Railroad bei Promontory Point in Utah die Erste Transkontinentale Eisenbahnlinie vollendet.
Die anhaltenden Auseinandersetzungen mit den Mormonen waren ein Grund für den langen Zeitraum zwischen der Bildung des Territoriums und seiner Aufnahme in die Union als Staat Utah (45. Staat) am 4. Januar 1896.

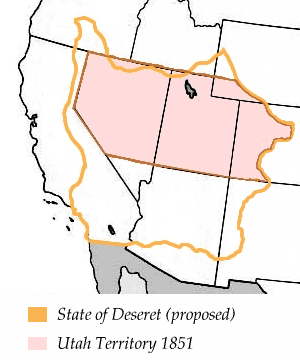
Utah-Territorium 1851 und vorgeschlagener Staat Deseret
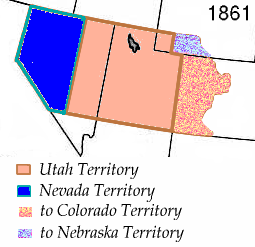
Aufteilung 1861
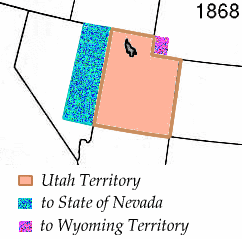
Aufteilung 1868